# Ветос
Ветос — река в России, протекает в Александровском районе Пермского края. Устье реки находится в 21 км по левому берегу реки Чаньва. Длина реки составляет 17 км.
Исток реки на отрогах Среднего Урала в лесном массиве в 14 км к северо-востоку от посёлка Всеволодо-Вильва. Генеральное направление течения — северо-восток. Всё течение проходит по ненаселённой холмистой тайге. Притоки — Западный Ветос, Большая Шумиха (лв). Впадает в Чаньву в урочище Кашинские Луга в 5 км к северо-западу от посёлка Скопкортная.

## Данные водного реестра
По данным государственного водного реестра России относится к Камскому бассейновому округу, водохозяйственный участок реки — Кама от города Березники до Камского гидроузла, без реки Косьва (от истока до Широковского гидроузла), Чусовая и Сылва, речной подбассейн реки — бассейны притоков Камы до впадения Белой. Речной бассейн реки — Кама.
Код объекта в государственном водном реестре — 10010100912111100007239.